# 1989 SQ
1989 SQ är en asteroid i huvudbältet som upptäcktes den 29 september 1989 av de båda japanska astronomerna Toshimasa Furuta och Yoshikane Mizuno vid Kani-observatoriet.
Asteroiden har en diameter på ungefär 11 kilometer.